# Kalevipoeg
Kalevipoeg è un poema epico scritto da Friedrich Reinhold Kreutzwald in lingua estone e raccolto in oltre 19.000 versi raggruppati in venti canti.

Fu pubblicato la prima volta nel 1857 e narra delle avventure del figlio di Kalev.
L'eroe, nato postumo alla morte del padre, sin da piccolo dimostrò grande vigoria, tanto da strapparsi le fasce di dosso e spezzare la propria culla.
Pochi mesi più tardi era talmente forte da lanciare enormi pietre per gioco e sradicare alberi per farne slitte.

## Descrizione
La struttura di questo poema trae l'influenza letteraria dalla mitologia germanica e la tragicità delle cruenti saghe nordiche (che si differenziano dalle tipiche atmosfere rarefatte finlandesi di cui un esempio è il Kalevala), ma sostiene l'intera epopea mitologica della saga che dagli estoni è considerata come la storia del fondatore di un regno antico e padre di molti altri eroi delle zone baltiche.

## Storia del poema
Diventato il poema epico estone per eccellenza grazie anche alla forte componente patriottica in esso contenuta, ne fu stesa una prima versione da Friedrich Robert Faehlmann nel 1839, che fu ripresa nel 1850 da Friedrich Reinhold Kreutzwald dopo la morte del Faehlmann. 

Kreutzwald ne scrisse la poesia interpretandola come la ricostruzione di un vecchio racconto epico e, raccogliendo le tradizioni popolari del mito (che interpretano come tracce delle azioni di Kalevipoeg le forme di vari oggetti o le caratteristiche naturali delle zone baltiche, finniche e scandinave), riuscì a riunirle per narrarle in un insieme omogeneo.
Nel 1853 fu ultimata la versione iniziale dell'opera, composta in 13.817 versi ma che non poté essere stampata a causa della censura. La seconda versione (completamente modificata e di 19.087 versi), fu pubblicata in versione accademica dal Learned Estonian Society tra il 1857 ed il 1861 unitamente alla traduzione in tedesco e la terza versione (del 1862) che uscì leggermente abbreviata (19.023 versi) fu stampata a Kuopio in Finlandia diventando il libro ancor oggi accessibile a tutti.

### Versione in italiano
Esiste un'edizione in italiano che risale al 1935 e con la traduzione condotta sulla riduzione francese di Nora Raudsepp e Paul de Stœcklin.

## Il poema in sinossi
Il poema è scritto in venti canti, qui sotto riassunti in sinossi. Nei primi due l'autore introduce il matrimonio di Linda e Kalev (i genitori del protagonista) per collegare l'appartenenza del protagonista al regno antico descritto nella cultura popolare baltica. La saga di Kalevipoeg comincia dal terzo canto e quando l'eroe è già adulto ed essendo stato suo padre (Kalev) un gigante, lo stesso Kalevipoeg a sua volta è un gigante, quindi la rappresentazione delle sue azioni e gli oggetti che maneggia (le spade, i sassi e le querce) sono sempre di dimensione maggiore rispetto agli altri protagonisti della saga i quali, come il fabbro Ilmarine, l'uomo di statura umana citato nell'undicesimo canto e l'infernale Sarvik, sono invece di dimensioni normali.

### I - I Matrimoni di Salme e Linda

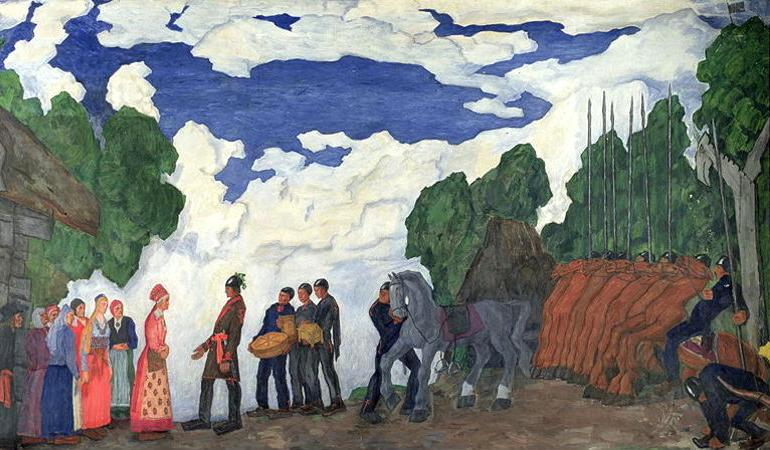
Kalev si propone per sposare Linda in un dipinto di Kristjan Raud

Tre fratelli viaggiano in luoghi diversi ed il più giovane è Kalev, figlio di Taara, che raggiunge l'Estonia volando sulla schiena di una grande aquila e ne diventa il Re. Una vedova del paese di Lääne trova una gallina, un uovo di cedrone ed un corvo e decide di portarli a casa con se. 

Così dai primi due crescono le fanciulle (Salme e Linda), mentre dal corvo (che ha scartato) si sviluppa soltanto una serva. 

Molti pretendenti si fecero avanti per le due ragazze e Salme scelse il figlio del cielo stellato, mentre Linda scelse Kalev, un gigante spaventoso. 

Entrambe le due donne passano la loro vita con i rispettivi mariti.

### II - La morte di Kalev
Kalev muore, ma prima predice la grandezza dei suoi figli (Sohni, Kalevide e Kalevipoeg). Linda lo piange per sette giorni e sette notti e le sue lacrime formano il lago Peipus, poi lo seppellisce dieci piedi sotto terra e costruendoci sopra una tomba su cui oggi sorge Toompea, (la Città Vecchia di Tallinn). 

Linda si sente pronta al parto e chiede aiuto al dio Ukko, che giunge in suo aiuto portando culle e comodità e quando nascono, i figli piangono per mesi strappando vestiti e culle. Crescono rapidamente, giocano ed imparano i mestieri.

### III - Il rapimento di Linda

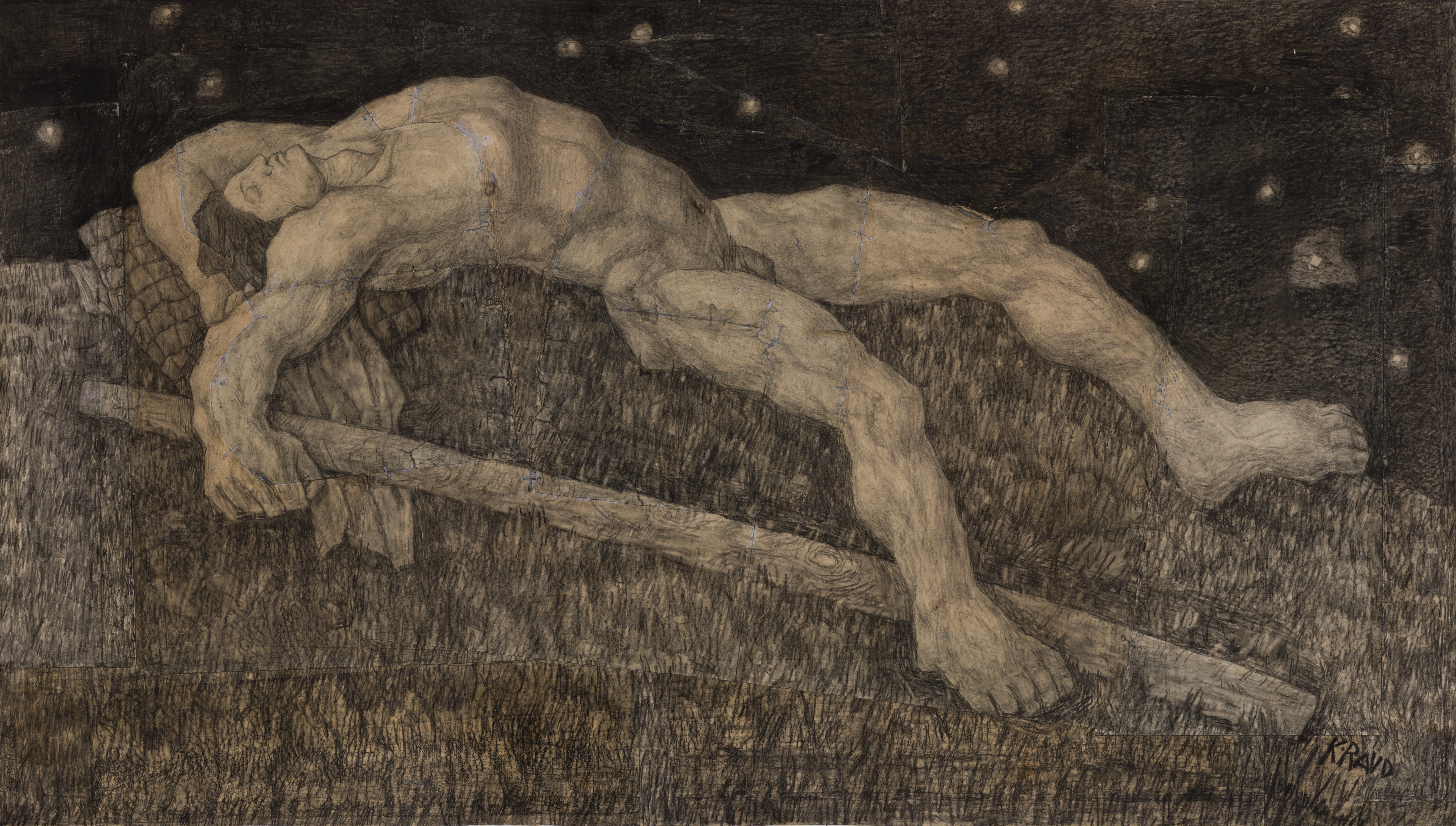
Kalevipoeg

Kalevipoeg, non trovando più la madre (Linda) dopo il rientro da una battuta di caccia con i due fratelli (Sohni e Kalevide), scopre che è stata rapita da Tuuslar (un mago finlandese che ne pretese la mano dopo la morte del marito) e, diversamente dai fratelli che si coricano per dormire, decide di interrogare la tomba del padre (Kalev) ricevendo il consiglio di cercare la madre seguendo le indicazioni del vento e delle stelle. 

Giunto al mare l'eroe si butta tra le onde per nuotare verso il largo e fino a raggiungere un'isola dove si addormenta per venire risvegliato dal canto della fanciulla Saarepiiga.

### IV - L'incesto
Kalevipoeg e la ragazza giacciono insieme ma l'amore dei due finisce bruscamente poiché lui le rivela di essere il figlio di Kalev e lei, tra i singhiozzi e l'orrore fa accorrere il vecchio padre adottivo che rivela al protagonista che il vero padre della donna è il medesimo Kalev, il padre di Kalevipoeg. 

Poiché ciò che avvenne tra i due giovani fu un incesto, per vergogna e raccapriccio la ragazza si affoga nel mare ed inutilmente Kalevipoeg cerca di salvarla.

### V - L'incontro con Tuuslar
Ripartito dall'isola e giunto in Finlandia, Kalevipoeg si inoltra nella terraferma fino a giungere in prossimità della dimora del mago Tuuslar che, temendolo, gli invia contro un esercito che il protagonista sconfigge utilizzando come arma una quercia sradicata. Poi, ignorando la richiesta di pietà del mago, gli spacca il cranio e si rende conto di aver ucciso l'unica persona che conosceva il luogo dov'è nascosta sua madre.

### VI - La spada maledetta
Prima di lasciare la Finlandia e ricominciare la ricerca della madre, Kalevipoeg si reca dal fabbro Ilmarine per acquistare una spada degna di lui e provandone diverse, continua a spezzarle fino a che non trova una spada forgiata tra gli incantesimi e dopo sette anni di lavoro e che, provandola contro l'incudine del fabbro, la taglia in due. Così Kalevipoeg paga un ricco prezzo al fabbro e festeggia fino ad ubriacarsi, per poi avere un alterco con il figlio maggiore del fabbro ed ucciderlo proprio con quella spada. 
 La spada infine viene maledetta dal fabbro.

### VII - Il ritorno in Estonia
Tornato in Estonia l'eroe dapprima racconta delle disavventure avvenute, poi si riconcilia con i fratelli e con loro decide che è tempo di eleggere il nuovo re tramite una sfida.

### VIII - La sfida sul lago

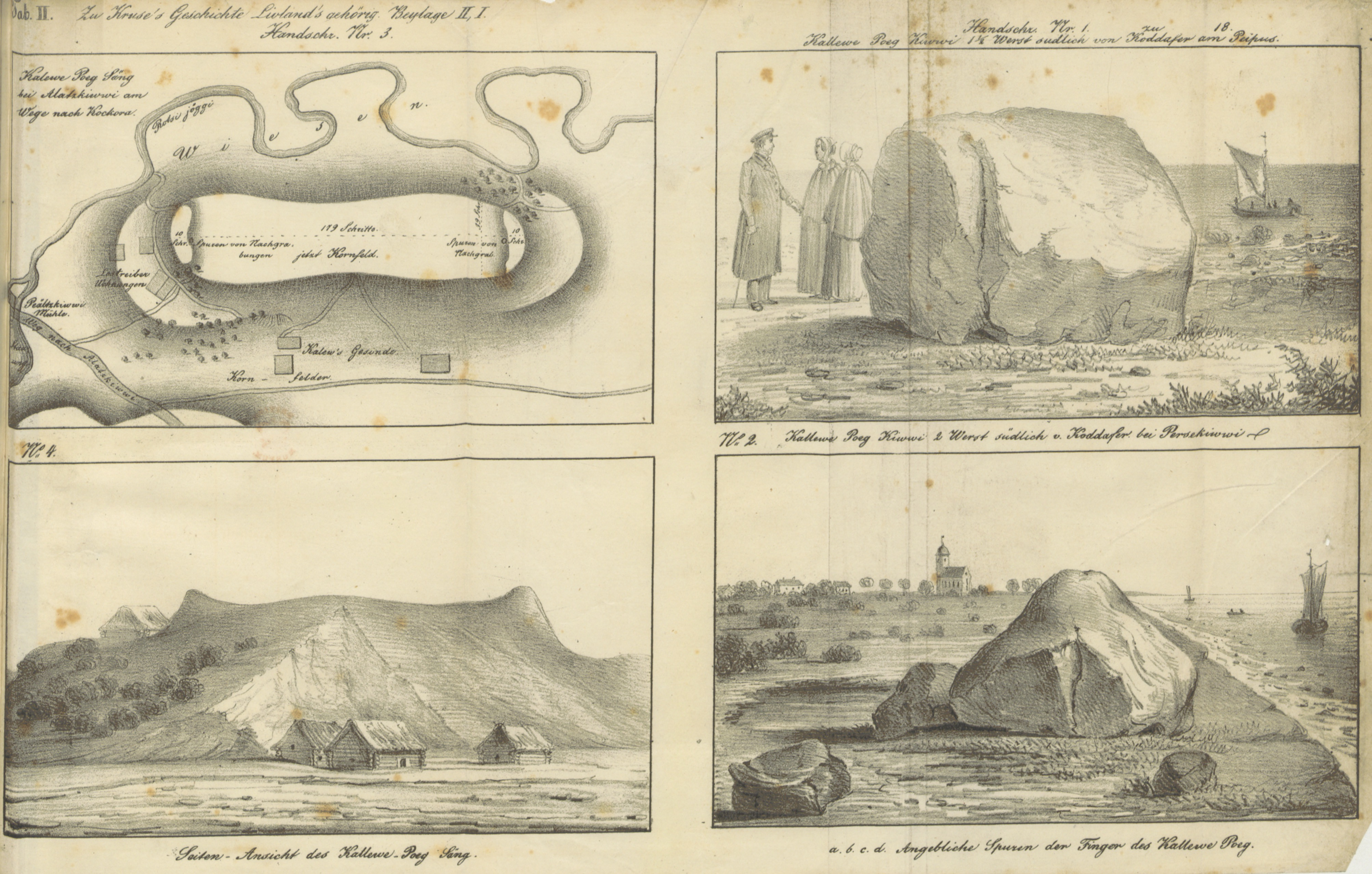
Raffigurazione dei sassi e di altre forme ricondotte alla figura di Kalevipoeg dalla cultura popolare estone.

Gareggia con i due fratelli su chi riesce a lanciare una pietra più lontano degli altri presso il lago Peipus e vince la sfida. I suoi fratelli lasciano l'Estonia e lui, arresosi ad un sonno profondo, non si accorge che il suo cavallo viene mangiato dai lupi.

### IX - Il pericolo della guerra
Kalevipoeg si sveglia da un terribile sogno (che il suo cavallo è stato ucciso dai lupi) e scopre che è vero, così per vendetta attraversa la terra uccidendo tutte le bestie selvagge che incontra. Si sente stanco e dorme di nuovo, poi viene informato della marcia dei Cavalieri Teutonici e dell'arrivo della guerra.

### X - I demoni d'acqua
Mentre con il cugino Alevipoeg attraversa il proprio regno, s'imbatte in alcuni demoni dell'acqua che discutono, Alevipoeg ed un demone discutono e litigano così Kalevipoeg interviene sconfiggendo il demone. 

Decide poi di erigere quattro fortezze, la prima sulla tomba del padre, un'altra ai confini del fiume Emajõgi, una terza nel paese di Kolga-Jaani e l'ultima ad Allugalta. Per munirsi di legname destinato alla costruzione l'Eroe fa ritorno al lago Peipus.

### XI - Kalevipoeg perde la spada
Mentre attraversa il lago, viene visto da un mago malvagio che decide di annegarlo. Il mago fallisce ma riesce a rubargli la spada che però per il troppo peso gli cade nel fiume Kääpa. 

Kalevipoeg dorme e quando si risveglia chiama la propria spada che gli risponde dicendo che non sarebbe più potuta risalire dalle acque del fiume e così l'eroe le ordina di mozzare entrambe le gambe a chiunque immergesse le proprie in quell'acqua. 

Kalevipoeg prosegue nel suo viaggio ed incontra un uomo di statura umana che gli racconta una storia di giganti e così, divertito, gli offre la sua protezione ponendo l'uomo nella sua bisaccia.

### XII - La lotta contro i figli del mago
I tre figli del mago lo attaccano mentre cammina sulla strada, lui combatte duramente ma non vince fino a che non sente il consiglio di una piccola voce che viene dal sottobosco. Così dopo aver vinto chiede alla vocina di mostrarsi e questi esce dal nascondiglio. Kalevipoeg taglia parte del suo mantello per darlo all'aiutante e cercando nella bisaccia scopre che l'uomo che vi aveva posto in precedenza è morto. Si addormenta, subisce un incantesimo e dorme per sette settimane sognando e ricordando l'officina di Ilmarine.

### XIII - Nel regno sotterraneo

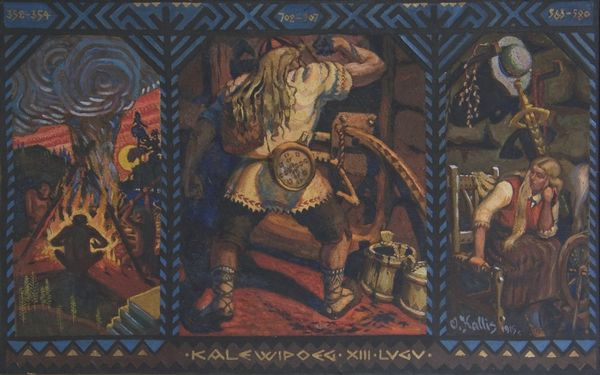
Raffigurazione di Kalevipoeg nel regno sotterraneo.

Kalevipoeg perde il carico di legna e torna indietro per cercarne dell'altra e sulla via del ritorno vede alcuni demoni che cucinano all'ingresso di una grotta e decide di entrare. Vede il palazzo di Sarvik, vi entra e giunge ad una stanza chiusa da una porta, da cui giunge un canto femminile. Prova a sfondare la porta e ci riesce solo con i suggerimenti della ragazza. 

Una volta entrato e dopo l'arrivo delle due sorelle di lei, chiede di chi sia quella casa sotterranea e gli viene detto che è di Sarvik. Poi gli danno un cappello ed un bastone magico così lui promette di liberarle e trovargli un marito.

### XIV - Il castello di Sarvik
Le tre ragazze gli mostrano il castello, intricato ed imponente e gli confessano di essere immortali, ma anche infelici. Lui risponde che lotterà contro Sarvik e che le salverà così gli viene dato un liquore magico e poi indossa il cappello (magico) che lo rimpicciolisce in statura e dimensioni. Al ritorno di Sarvik, Kalevipoeg lo sfida ed i due incominciano a lottare, così alla prima occasione si toglie il cappello, riprende le proprie dimensioni e sconfigge Sarvik per poi fuggire dal palazzo (e dal regno dei morti) con le tre ragazze.

### XV - Il matrimonio delle tre sorelle
Nullho, il fratello di Sarvik, corre all'inseguimento ma Kalevipoeg usa il bastone magico evocando dapprima un mare, poi un ponte incantato che permette a loro di correre oltre il mare ed infine fa crollare il ponte una volta passati. 

Nullho è costretto a fermarsi ma riesce a strappare a Kalevipoeg la promessa che un giorno sarebbe tornato a sfidare Sarvik. 

Tornato in Estonia con del nuovo legname e le tre fanciulle, si riunì con il suo popolo che organizzò una gran festa. Intanto, gli dissero, i Cavalieri Teutonici continuavano la loro avanzata. Così Kalevipoeg diede il legname ai suoi architetti che cominciarono a costruire le fortificazioni richieste. Le tre ragazze andarono in sposa ai suoi tre aiutanti Alev, Sulev e Õlev e da quelle unioni sarebbe discesa una razza forte e fiera.

### XVI - Viaggio in capo al mondo

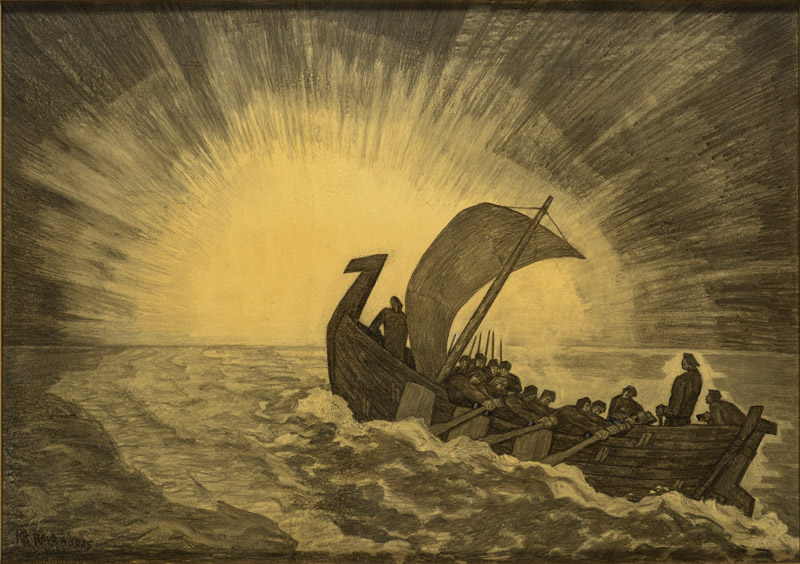
Kalevipoeg nel suo viaggio ai confini del mondo Kristjan Raud 1935.

Mentre ferveva il lavoro alle fortificazioni, egli fu preso dal desiderio d'imparare così decise di raggiungere il punto estremo del nord dove cielo e terra si congiungono. E chiamò il suo architetto Õlev, per dirgli di costruire una nave con del legno di quercia e poter intraprendere quel viaggio. Questi rispose che ci voleva una nave di metallo poiché una nave di legno sarebbe stata bruciata dal fuoco delle aurore, così la nave fu fatta con l'argento e battezzata Lennuk (uccello). 

Raggiunge la Lapponia ed incontra un saggio mago di nome Varrak a cui chiede la direzione per raggiungere il punto in cui il cielo si poggia sulla terra e Varrak risponde che il mare è senza limiti e tutti coloro che prima di lui cercarono quella via sono morti.
Kalevipoeg però, non desiste così Varrak sale sulla nave in qualità di pilota chiedendo in cambio di un oggetto che si trovava incatenato nella casa di Kalev, cosa che Kalevipoeg non ricorda che suo padre avesse. 

La nave prosegue verso nord e costeggia rive sconosciute, passa per terre abitate da giganti, evita balene immense e tempeste, supera gli iceberg e, giunti in una terra abitata da cani saggi e con il viso di uomo, scopre da loro che oltre c'è soltanto il vuoto ed il nulla. Allora sente la nostalgia della patria lontana e gira la prua verso il sud.

### XVII - Gli eroi e la guerra
Tornato in Estonia, Kalevipoeg trova la città costruita da Õlev sopra al luogo dove un tempo si trovava la tomba del padre (Kalev). Mura e fossati la difendevano ed era stata chiamata Lindanisa, (seno di Linda, oggi è la città di Tallinn) poiché essa, come un grembo materno, accoglieva e proteggeva i suoi abitanti. 

Poi Cavalieri Teutonici entrano nella terra di Viru, (l'Estonia) invadendo il paese, devastandolo e saccheggiandolo. Kalevipoeg sale sul suo a cavallo per guidare i suoi uomini alla riscossa e con la sua nuova spada combatte fino a quando vince e scaccia il nemico. Infine parla ai suoi della battaglia con un discorso di vittoria ed orgoglio.

### XVIII - Ritorno a Põrgu

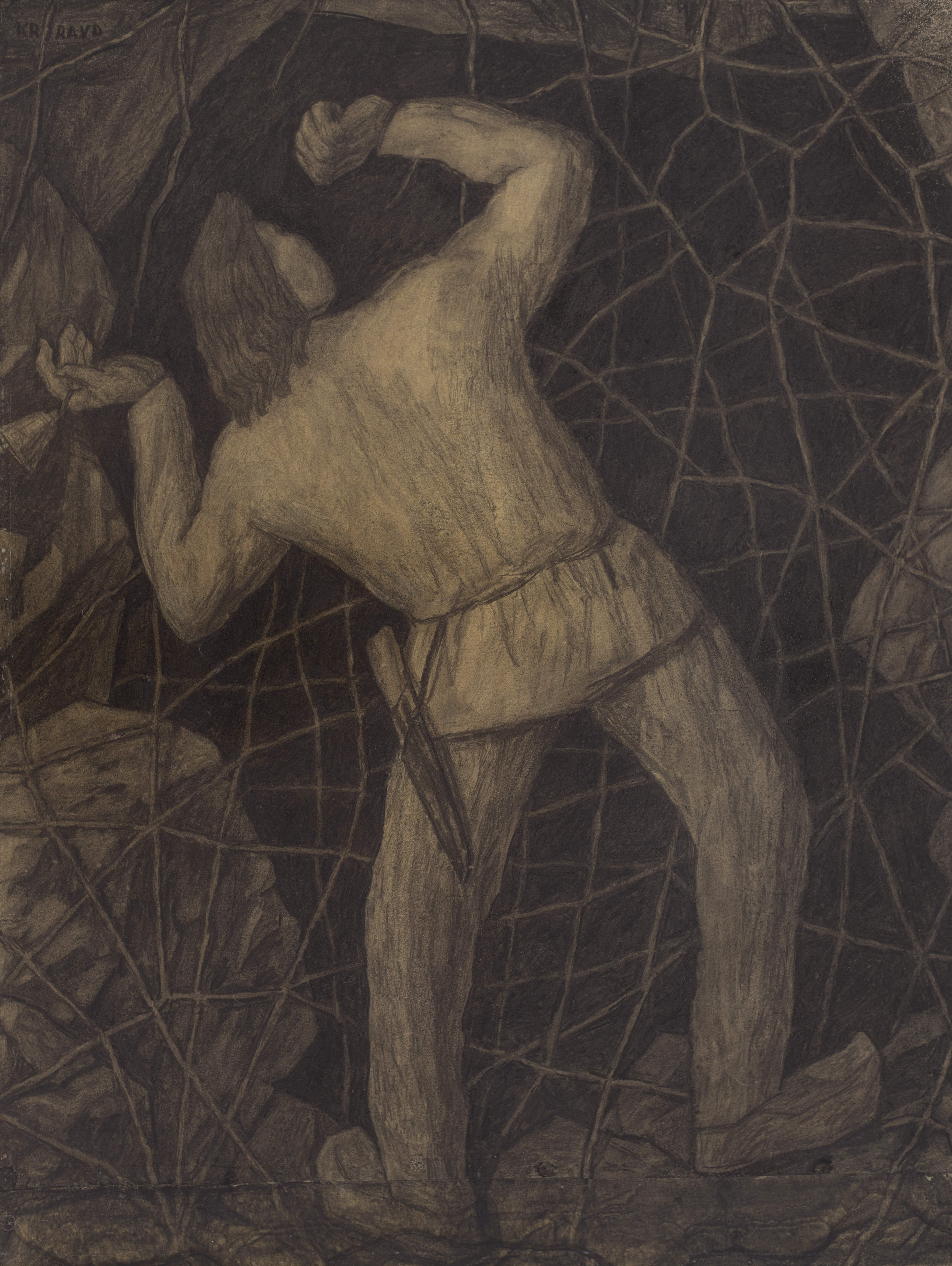
Kalevipoeg nel suo viaggio all'inferno Kristjan Raud 1935.

La Kalevipoeg si sveglia nella notte e trova le porte di Põrgu (l'inferno), vi entra e procede nelle profondità. Attraversa un grande ponte di ferro e trova un enorme esercito che sconfigge, poi supera il ponte entrando nel palazzo di Sarvik. Lì ha una visione di sua madre e della madre di Sarvik.

### XIX - L'ultima festa degli eroi
Lotta e vince contro Sarvik. Poi prende un piccolo tesoro prima di tornare nel mondo degli uomini. Cena con i compagni mangiando un bue catturato da Alevipoeg e viene a sapere di una nuova invasione del paese. Varrak parte per la Lapponia portando con sé un libro di saggezza e molti rifugiati arrivano con notizie delle battaglie in corso. Kalevipoeg consulta la tomba del padre ma non ottiene risposta.

### XX - l'Armageddon
Kalevipoeg si prepara alla guerra e seppellisce il suo tesoro, poi combatte per molti giorni perdendo il suo cavallo ed alcuni dei suoi eroi. Õlev costruisce un grande ponte sul fiume Võhandu e l'esercito vi procede per attaccare nemico. Dopo molti giorni di battaglia Alevipoeg scivola, cade nel lago e annega. Kalevipoeg è così dolente che abdica ponendo il regno nelle mani di Õlev per ritirarsi sulle rive del fiume Koiva ma non vi trova la pace che desidera e così vaga per tutto il paese e verso il Lago Peipus dove ritrova il fiume in cui cadde la sua prima spada. Guadandolo, si ricorda della promessa fatta dalla spada solo dopo che questa gli taglia i piedi. 

Così l'eroe muore e sale in cielo ma, essendo considerato troppo prezioso viene rianimato dal dio Taara nel suo vecchio corpo e con il compito di stare di guardia fuori dalle porte di Põrgu e tenere d'occhio Sarvik ed i suoi demoni.
E per sempre vi rimane in parte legato alle porte di Põrgu ed in parte bloccato in una roccia.

## Opere teatrali ispirate a Kalevipoeg
- La Markus Zohner Theater Compagnie di Lugano insieme a VAT Teater di Tallinn, in occasione del 200º compleanno di Friedrich Reinhold Kreutzwald a Tallinn ha prodotto lo spettacolo "Kalevipoeg - The Cool Estonian Epic". Creazione e regia: Markus Zohner, con Katariina Lauk, John Sarapson, Tanel Saar, Margo Teder. In tournée mondiale. Lo spettacolo è stato scelto come una delle “100 produzioni più importanti dei 100 anni passati del teatro estone”